# 페이스 오프 (영화)
《페이스 오프》(영어: Face/Off)는 1997년 개봉한 미국의 액션 스릴러 영화이다. 오우삼의 할리우드 작품 존 트래볼타와 니콜라스 케이지가 주인공으로 출연했다.

## 줄거리
FBI 특수 요원 숀 아처는 테러리스트 캐스터 트로이의 암살 시도에서 살아남지만, 그 총격으로 아들이 죽는다. 아처는 트로이에게 복수심을 품고, 6년 후 사막 비행장에서 트로이와 그의 동생 폴룩스를 매복한다. 트로이는 아처를 도발하며 LA 어딘가에 폭탄을 설치했고 며칠 안에 터질 것이라고 말하지만, 더 자세한 정보를 얻기 전에 의식을 잃고 혼수상태에 빠진다. 폴룩스는 폭탄이 진짜라고 확인해주지만 위치를 밝히지 않는다.
비밀리에 아처는 캐스터 트로이의 얼굴, 목소리, 외모를 갖게 되는 실험적인 안면 이식 수술을 받는다. 아처는 트로이로 위장해 폴룩스가 수감된 교도소에 잠입하여 폭탄 위치를 알아내려 한다. 하지만 트로이가 혼수상태에서 깨어나 자신의 얼굴이 사라진 것을 알게 된다. 트로이는 자신의 조직을 불러 안면 이식 수술을 한 의사에게 아처의 얼굴을 이식받는다. 아처는 폴룩스에게서 폭탄 위치를 알아내는 데 성공하지만, 곧 자신의 얼굴을 한 트로이를 마주하게 된다. 트로이는 안면 이식에 대해 아는 사람들을 모두 죽였고 아처의 FBI 경력을 망치고 그의 아내를 차지할 계획이라고 밝힌다. 분노한 아처는 트로이를 공격하지만 제압당해 감옥에 갇힌다.
폴룩스는 트로이(아처 얼굴)에게 폭탄 위치를 알려주고 풀려나고, 트로이는 폭탄을 해체한다. 트로이는 FBI 내에서 인정받고, 아처의 복수에 몰두하느라 소홀했던 아내 이브와 딸 제이미와 가까워진다. 감옥에서 탈출한 아처는 트로이의 본거지로 향하고, 거기서 트로이의 마약 조직 보스의 여동생 사샤와 그녀의 아들 아담을 만난다. 아처는 아담이 트로이의 아들이라는 것을 알게 된다. 한편, 아처의 탈출 소식을 들은 트로이는 아처의 본거지를 급습한다.
급습 과정에서 많은 FBI 요원과 트로이의 조직원들이 사망하고, 아처와 사샤, 아담은 탈출한다. 트로이는 아처의 상관 라자로 국장을 살해하고 국장 대행으로 승진한다. 아처는 사샤와 아담을 안전한 곳으로 옮긴 후, 이브를 찾아가 트로이(아처 얼굴)의 혈액 검사를 통해 그의 정체를 확인하도록 설득한다. 이브는 검사 결과를 통해 남편의 얼굴을 한 남자가 가짜임을 확인하고, 아처에게 라자로 국장 장례식에서 트로이가 취약할 것이라고 말한다.
장례식에서 트로이는 이브를 인질로 잡고, 사샤가 나타나 총격전 끝에 이브를 구하고 대신 총에 맞는다. 아처는 죽어가는 사샤에게 아담을 잘 키우겠다고 약속한 후 트로이를 쫓는다. 트로이는 제이미를 인질로 잡지만, 제이미는 트로이가 준 칼로 그를 찌르고 도망친다. 교회에서 대치 후, 트로이는 보트를 타고 도망치고 아처는 다른 보트로 추격한다. 추격전 끝에 아처는 트로이의 보트를 해안에 충돌시키고, 둘은 최후의 결투를 벌인다. 아처는 트로이를 제압하고 작살총으로 쏘려고 하지만 트로이는 격발 장치를 잡고 막는다. 트로이는 패배를 인정하면서, 아처가 트로이의 얼굴을 평생 써야 하도록 자신의 얼굴을 벗기려 한다. 아처는 트로이를 걷어차 격발 장치를 놓치게 하고, 마침내 트로이를 사살한다.
현장에 도착한 요원들은 이브의 증언을 듣고 아처의 본래 신분을 확인하고, 아처는 안면 이식 수술을 되돌린 후 집으로 돌아와 사샤와의 약속대로 아담을 양자로 받아들인다.

## 출연
- 존 트래볼타 - 숀 아처 / 캐스터 트로이
- 니콜라스 케이지 - 캐스터 트로이 / 숀 아처
- 조앤 앨런 - 이브 아처 박사
- 알레산드로 니볼라 - 폴럭스 트로이
- 지나 거숀 - 사샤 해슬러
- 도미니크 스웨인 - 제이미 아처
- 닉 카사베티스 - 디트리치 해슬러
- 하브 프레스넬 - 빅터 라자로
- 컴 피오 - 맬컴 월시 박사
- C. C. H. 파운더 - 홀리스 밀러 박사

## 한국판 성우진
| - 이규화 - 숀 아처(존 트래볼타) - 이정구 - 캐스터 트로이(니콜라스 케이지) - 손정아 - 이브 아처(조앤 앨런) - 김승준 - 폴럭스 트로이(알레산드로 니볼라) - 문지현 - 샤샤 하슬러(지나 거숀) - 은영선 - 제이미 아처(도미니크 스웨인) - 오세홍 - 디트리히 하슬러(닉 카사베츠) - 안종국 - 빅터 라자로(하브 프레스넬) - 임은정 - 완다(마가렛 조) - 이호인 - 티토 비온디(로버트 위즈덤) / 이반 두보프(크리스 바워) - 최문자 - 홀리스 밀러 박사(C. C. H. 파운더) - 임성표 - 월튼 교도관(존 캐럴 린치) - 박규웅 - 말콤 월시 박사(콜름 피오) / 버즈(제임스 덴튼) - 오인성 - 전인배 - 루미스(맷 로스) - 임진응 | - 이규화 - 숀 아처(존 트래볼타) - 성완경 - 캐스터 트로이(니콜라스 케이지) - 오주연 - 이브 아처(조안 앨런) - 최성우 - 사샤 해슬러(지나 거손) - 엄상현 - 폴럭스 트로이(알레산드로 니볼라) - 김지혜 - 제이미 아처(도미니크 스웨인) - 최옥희 - 홀리스 밀러 박사(C. C. H. 파운더) / 완다(마가렛 조) - 이재용 - 루미스(맷 로스) - 오인성 - 말콤 월시(콜름 피오) - 김영진 - 티토 비온디(로버트 위즈덤) / 이반 두보프(크리스 바워) / 폭탄 해체반(데이빗 워쇼프스키) - 변종필 - 버즈(제임스 덴턴) - 김민성 - 디트리히 하슬러(닉 카사베츠) / 버크 힉스(토머스 제인) - 최한 - 빅터 라자로(하브 프레스넬) / 월튼 교도관(존 캐럴 린치) / 목사(마이클 로카) | - 신성호 - 숀 아처(존 트래볼타) - 이정구 - 캐스터 트로이(니콜라스 케이지) - 엄현정 - 이브 아처(조앤 앨런) - 최한 - 폴럭스 트로이(알레산드로 니볼라) - 윤소라 - 사샤 하슬러(지나 거숀) - 최수진 - 제이미 아처(도미니크 스웨인) - 김호성 - 디트리히 하슬러(닉 카사베츠) - 김태훈 - 빅터 라자로(하브 프레스넬) - 이윤연 - 티토 비온디(로버트 위즈덤) - 김은영 - 밀러(C. C. H. 파운더) - 이상범 - 교도소 경비(존 캐럴 린치) - 방성준 - 말콤 월시 박사(콜름 피오) - 정재헌 - 버즈(제임스 덴턴) / 버크(토머스 제인) - 조현정 - 완다(마거릿 조) / 아담(데이빗 맥컬리) - 김두희 - 캐스터의 동료(커크 발츠) - 류승곤 - 캐스터의 동료(폴 힙) - 양준건 - 두보프(크리스 바워) - 한경화 - 요원(로미 윈저) |